# Marcgraviastrum macrocarpum
Marcgraviastrum macrocarpum är en tvåhjärtbladig växtart som först beskrevs av George Don jr, och fick sitt nu gällande namn av Bedell och S. Dressler. Marcgraviastrum macrocarpum ingår i släktet Marcgraviastrum och familjen Marcgraviaceae. Inga underarter finns listade i Catalogue of Life.